# بازده سرمایه‌گذاری
در امور مالی، میزان بازده (ROR) یا بازگشت سرمایه (ROI)، نسبت پول به دست آمده در سرمایه گذاری به مقدار سرمایه اولیه است. مقدار پول به دست آمده ممکن است مربوط به بهره، سود یا درآمد خالص باشد. بازگشت سرمایه (ROI) معمولاً به صورت درصد بیان می شود.

## محاسبه
در مبحث اندازه‌گیری ریسک بازار، متغیر تصادفی به صورت نرخ بازده روی یک دارایی مالی گرفته می‌شود. برای مثال افق زمانی را یک ماه تعریف می‌کنیم. بازده از پایان ماه قبل تا پایان این ماه اندازه‌گیری می‌شود که با اندیس‌های {\displaystyle t} و {\displaystyle t_{1}} مشخص شده‌اند. بازده ریاضی یا گسسته به صورت سود سرمایه به علاوه پرداخت قراردادی مانند بهره تعریف می‌شود.
{\displaystyle r_{t}={\frac {P_{t}+D_{t}-P_{t-1}}{P_{t-1}}}}
توجه کنید با این تعریف یعنی هر دریافتی درآمد فقط در آخر ماه دوباره سرمایه‌گذاری می‌شود. برای توجه به بازدهای طولانی‌مدت، روال رایج توجه به بازده هندسی است که به صورت لگاریتم نسبت قیمت تعریف می‌شود.
{\displaystyle r_{t}=\operatorname {ln} {\frac {P_{t}+D_{t}}{P_{t-1}}}}
برای سادگی فرض می‌کنیم پرداخت قراردادی D در ادامه صفر باشد. به جای آن می‌توان فرض کرد p ارزش سرمایه است که همه سود را مجدداً سرمایه‌گذاری می‌کند.
بنابراین اگر برای مثال سری زمانی قیمت شاخص بورس تهران در سالهای ۱۳۸۲ و ۱۳۸۳ بدین صورت باشد:
با توجه به تعریف نرخ بازده، سری زمانی نرخ بازدهی آن به صورت زیر است: